# Black Dog Barking
Black Dog Barking ist das dritte Studioalbum der australischen Hard-Rock-Band Airbourne. Es wurde am 17. Mai 2013 in Deutschland veröffentlicht und ist das erste Studioalbum nach No Guts. No Glory. aus dem Jahr 2010.

## Entstehungsgeschichte
2012 legte die Band eine Pause ein und gab infolgedessen keine Konzerte. Zum Ende des Jahres hin begann die Band mit den Arbeiten an einem neuen Album. Im Gegensatz zum Vorgänger, welcher von Johnny K produziert wurde, wurde für Black Dog Barking Brian Howes (Nickelback, Skillet) verpflichtet. Die einzelnen Lieder wurden von Jay Van Poederooyen abgemischt. Im Januar 2013 ließen Airbourne verlauten, dass man die letzten Feinheiten am neuen Album vornehmen würde. Einen Monat später wurde als Veröffentlichungstermin der 21. Mai bekanntgegeben. Wie die Vorgänger wurde auch Black Dog Barking unter Roadrunner Records vertrieben. Das Cover wurde am 13. März veröffentlicht. Am 25. März veröffentlichte die Band mit Live It Up die erste Single des Albums. Ein dazugehöriges Musikvideo wurde am 17. April im Internet vorgestellt und war bereits am 28. März gefilmt worden. Auf der Soundcloud-Seite des Webzines Revolvermag.com war vier Tage vor der Veröffentlichung in Deutschland das komplette Album als Stream auf deren SoundCloud-Seite verfügbar.

## Zu den Liedern
- Alle Kompositionen wurden von Joel O’Keeffe und dessen Bruder Ryan geschrieben. Bei No One Fits Me (Better Than You), Back in the Game, Firepower, Live It Up, Woman Like That, Cradle to the Grave und Black Dog Barking war zusätzlich Produzent Brian Howes am Songschreiben beteiligt. Bei Animalize wurde Kevin Churko als Mitautor angegeben. Er mixte ebenfalls den Gesang für den Song ab.
- Der Opener Ready to Rock erschien bereits auf dem gleichnamigen Extended Play aus dem Jahr 2004, das die erste Veröffentlichung der Band darstellt und dadurch das Interesse der Major-Label auf sich zogen. Einige Bestandteile dieses Tracks stammen von dem Song Rock 'n' Roll, welcher 2002 auf einer Kompilation unter dem Namen Airborne veröffentlicht wurde.[7]
- Die Soundeffekte von Live It Up in der ersten Hälfte des Liedes stammen von Tim McCann. Das Lied wurde außerdem der offizielle Soundtrack für das Wrestling-Festival WWE Extreme Rules.[8] Auch für den Achterbahn-Park Full Throttle beim Six Flags Magic Mountain in Kalifornien, der im Frühling seine Eröffnung feiert, wird eine spezielle Version des Liedes als Soundtrack verwendet.[4]

## Charts und Chartplatzierungen
In vielen Ländern war Black Dog Barking das bisher erfolgreichste Album von Airbourne. So gelangte es in Österreich auf Platz elf (Vorgänger auf Platz 13), in Großbritannien auf Platz 22 (Vorgänger auf Platz 31), in den USA auf Platz 89 (Vorgänger auf Platz 90) und in Australien auf Platz 17 (Vorgänger auf Platz 19). In der Schweiz erreichte das Album ebenso wie der Vorgänger Platz neun. In Deutschland stellten sich Airbourne mit Platz fünf um eine Position schlechter auf als mit dem Vorgänger No Guts. No Glory. Jedoch war das dritte Studioalbum der Band damit weltweit erneut am höchsten in Deutschland platziert.
| ChartsChartplatzierungen       | Höchstplatzierung | Wochen |
| ------------------------------ | ----------------- | ------ |
| Australien (ARIA)              | 17 (2 Wo.)        | 2      |
| Deutschland (GfK)              | 5 (9 Wo.)         | 9      |
| Österreich (Ö3)                | 11 (6 Wo.)        | 6      |
| Schweiz (IFPI)                 | 9 (8 Wo.)         | 8      |
| Vereinigte Staaten (Billboard) | 89 (1 Wo.)        | 1      |
| Vereinigtes Königreich (OCC)   | 22 (3 Wo.)        | 3      |

## Rezeption
Das Album wurde von der Mehrheit der Kritiker positiv aufgenommen. Rezensent Anzo Sadoni des deutschen Magazins Metal Hammer urteilte, dass Black Dog Barking so viel "Debütluft" atme, "dass es die 'Devilhorns' gen Himmel schwingen lässt", da der direkte Vorgänger No Guts. No Glory. aus seiner Sicht zu durchwachsen ausgefallen sei. Sowohl schnellere Stücke wie Ready to Rock, Live It Up oder Hungry als auch "coole Groover" wie Animalize, Back in the Game oder das Titelstück wüssten zu überzeugen. Die abschließende Bewertung lag bei sechs von sieben möglichen Punkten.
Im Rock Hard wurde Black Dog Barking zum Album des Monats gekürt. Autor Thomas Kupfer sprach von einer unmittelbaren "Wachablösung" im Vergleich mit deren Vorbildern AC/DC, da diese kaum noch das Niveau von Airbourne erreichen würden: "Der Vierer steht immer noch unter Strom, hat seinen rotzig-authentischen Stil beibehalten und geht in Sachen Arrangements sorgfältiger als früher zu Werke. Kaum jemand schreibt momentan ähnlich stadiontaugliche Refrains wie die in ´Animalize Me´ (Def Leppard auf die brutale Tour, anyone?), dem Midtempo-Groover ´Back In The Game´ oder dem bereits von unserer letzten „Lauschangriff“-CD bekannten ´Live It Up´, ohne dabei die Grenze zum Kitsch zu überschreiten oder unverschämt die alten Helden zu kopieren." Er vergab abschließend eine Note von 8.5 von zehn möglichen Punkten.
Auf Laut.de vergab Kai Butterweck vier von fünf möglichen Sternen. Er lobte, dass die Band ohne permanente Veränderungen „spielend leicht Altbewährtes frisch und knackig klingen“ lässt. Auch seien mit diesem Album die Grundlagen geschaffen, zu einem späteren Zeitpunkt in einer Reihe mit Bands wie AC/DC und den Ramones zu stehen.

## Trackliste
Das Album ist sowohl von der Auswahl der Titel als auch von der Spieldauer das bisher kürzeste Airbourne-Album. Black Dog Barking erschien in drei Versionen. Eine Standard-Version, eine Special Edition mit drei Bonustiteln, sowie einer Bonus-CD mit einem Audiomitschnitt des Auftrittes beim Wacken Open Air 2011. In einer dritten Version wurde mit der Special Edition ein T-Shirt mit dem von Ben Couzens gestalteten Album-Cover in einer Box angeboten.
| #  | Titel                                 | Länge | Bemerkung           |  |
| -- | ------------------------------------- | ----- | ------------------- |  |
| 1  | Ready to Rock                         | 5:24  |                     |  |
| 2  | Animalize                             | 3:03  |                     |  |
| 3  | No One Fits Me (Better Than You)      | 3:06  |                     |  |
| 4  | Back in the Game                      | 3:25  |                     |  |
| 5  | Firepower                             | 2:59  |                     |  |
| 6  | Live It Up                            | 4:22  | Erste Single        |  |
| 7  | Woman Like That                       | 3:14  |                     |  |
| 8  | Hungry                                | 2:56  |                     |  |
| 9  | Cradle to the Grave                   | 3:22  |                     |  |
| 10 | Black Dog Barking                     | 3:01  | Titeltrack          |  |
| 11 | Jack Attack                           | 2:53  | Nur Special Edition |  |
| 12 | You Got the Skills (To Pay the Bills) | 3:33  | Nur Special Edition |  |
| 13 | Party in the Penthouse                | 3:09  | Nur Special Edition |  |

### Bonus-CD
Auf der Bonus-CD befindet sich der Auftritt auf dem Wacken Open Air 2011. Die Lieder Blonde, Bad and Beautiful, Cheap Wine & Cheaper Women, Too Much Too Young Too Fast, Stand Up For Rock n' Roll und Runnin Wild wurden zwar gespielt, aber nicht für die CD berücksichtigt.
Die Titelliste bildet sich wie folgt:
1. Raise the Flag
2. Born To Kill
3. Diamond in the Rough
4. Chewin' the Fat
5. Blackjack
6. Bottom of the Well
7. Girls in Black
8. No Way But The Hard Way